# Winding Stairs
Winding Stairs är en popduo från Göteborg som består av Martin Wahlqvist och Lina Stina Wedin. År 2005 släppte de EP:n "Lend me your movement" och 2007 släpptes den kritikerrosade singeln "Shadow Stripes". 2009 gav de ut albumet "Everything" i Skandinavium. 2010 skrev de på för det tyska bolaget "Make My Day Records" och senare under året släpptes albumet "Everything" i resten av Europa som har blivit hyllad i pressen. 2011 släpptes deras andra fullängdsalbum "Surviving Funeral season". Lina Stina Wedin har även släppt tre soloalbum under artistnamnet Owlmother.

## Diskografi
- Surviving Funeral Season (2011)
- Everything (2009)
- You see me (2009)
- Don't Stay Up Too Late (Singel, 2009)
- Shadow Stripes (Singel)
- Lend me your movement (EP)
- Alibi (Singel, 2007)

## Projekt
- Winding Stairs skriver musiken till Pelikanteaterns nyskrivna pjäs ...och betraktar dårskap.